# Фрегат (птах)
Фрегат (Fregata) — рід сулоподібних птахів, єдиний у родині фрегатових (Fregatidae). Поширений у тропіках і субтропіках. Фрегати споріднені пеліканам і бакланам. До роду входять п'ять видів.

## Зовнішній вигляд
У фрегатів вузькі крила й довгий роздвоєний хвіст. У повітрі вони вкрай майстерно літають, однак на землі дещо неповороткі через короткі ноги. Сидячи на деревах, вони використовують крила для підтримки балансу. Найбільший вид, прекрасний фрегат, досягає довжини 110 см і розмаху крил до 230 см. При цьому його вага складає всього близько 1,5 кг. У самців надувні горлові мішки яскраво-червоного кольору, діаметром до 25 см. У самок біле горло.

## Спосіб життя
Фрегати проводять все життя в морі і лише на період розмноження повертаються до рідних берегів. До цього часу у самців на грудях роздувається величезний червоний горловий мішок - резонатор. Самці будують гнізда на деревах. Коли самець знаходить підходяще місце для гнізда, він щосили надуває мішок повітрям і демонструє його пролітаючим самкам в надії привернути їхню увагу. Однак інколи коли замість партнерки прилітає суперник, котрий намагається проткнути мішок, прогнати самця й зайняти його місце.
Самки вибирають холостяка з найбільшим горловим мішком. Періодично самки сідають на край гнізда. Якщо самка треться головою об горловий мішок самця, то шлюбний союз здійснений. У кладці одне яйце. Пташеня вилуплюється через шість або сім тижнів, але повним оперенням опановує лише через п'ять місяців. Кілька місяців пташеня годують батьки, навіть після того, як він залишає гніздо і починає літати самостійно.
Через невміння плавати по воді, фрегати використовують різні хитрощі для полювання на морських тварин. Незважаючи на те, що фрегати вмілі мисливці й іноді можуть зловити навіть летючих риб, вони часто нападають на інших водяних птахів, намагаючись відбити у них здобич. На суші вони іноді умудряються в низькому польоті вихопити пташенят інших птахів. Матеріал для гнізда фрегати нерідко крадуть з інших гнізд.
Фрегати зустрічаються іноді на Галапагоських та Сейшельських островах, на північному сході Австралії, в Полінезії й на багатьох інших островах тропічного і субтропічного поясу. Вони є національним символом держави Науру, де їх використовують для лову риби. Полінезійці використовують їх в наші дні для передачі повідомлень, як поштових голубів.

## Види
- Фрегат малазійський (Fregata andrewsi)
- Фрегат вознесенський (Fregata aquila)
- Фрегат-арієль (Fregata ariel)
- Фрегат карибський (Fregata magnificens)
- Фрегат тихоокеанський (Fregata minor)